# Children's Corner

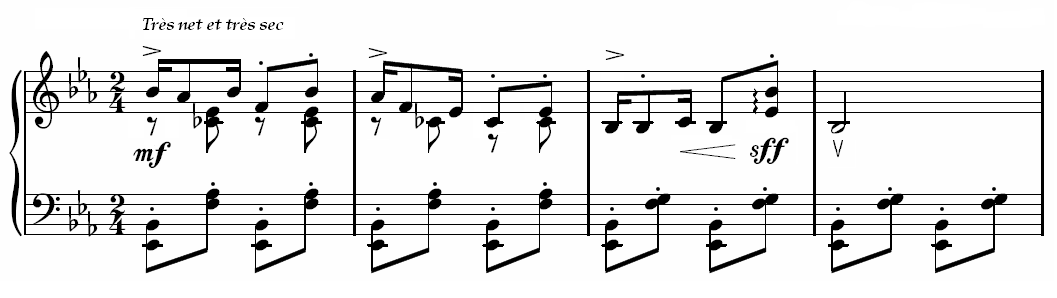
Fragmento de Golliwogg's cake-walk, última pieza de la suite.

Children's corner (El rincón de los niños), es una suite para piano escrita por el compositor impresionista francés Claude Debussy (Saint-Germain-en-Laye, Francia, 22 de agosto de 1862 - París, 25 de marzo de 1918) en 1908.
Es una obra que el autor dedica a su hija de tres años Claude-Emma —apodada cariñosamente "Chou-Chou" por su padre— y a su institutriz inglesa, Miss Dolly. 
Consta de seis piezas. La primera está titulada en latín, y las cinco restantes en inglés.
Las seis piezas fueron orquestadas en el año 1911 por André Caplet, amigo y admirador de Debussy, que contaba con el pleno consentimiento del compositor. Se trata de breves páginas que reflejan el mundo de los juguetes y de las lecciones de piano de los niños, no exentas de cierta ironía y de una complejidad de ejecución que rebasan, con mucho, el nivel medio infantil.

## Las piezas
1. Doctor Gradus ad Parnassum: Debussy revisita humorísticamente la obra homónima de Muzio Clementi Gradus ad Parnassum, agregándole Doctor al comienzo del título.[1] Contiene también alguna reminiscencia del preludio en Do Mayor del libro primero del Clave bien temperado de Johann Sebastian Bach.
2. Jimbo's Lullaby (Nana o canción de cuna de Jimbo): está inspirada en un elefante de juguete de Chou-Chou,[2] y sus pasos están sugeridos por la melodía del bajo.
3. Serenade for the Doll (Serenata para la muñeca): es una pieza caracterizada por la continuada utilización de quintas y de consonancias sugeridas. Es la pieza de la suite con sonoridades más dulces y etéreas.
4. The Snow is Dancing (La nieve danza ): es una pieza en la que el autor evoca la caída de los copos de nieve.[3] Destaca su melodía compuesta en contratiempos.
5. The Little Shepherd (El pastorcito): es un tema pastoral.
6. Golliwogg's Cakewalk (el cake walk de la muñeca de trapo): es una pieza enérgica, que debe tocarse según indicaciones de la partitura avec une grande émotion. Destaca también su ritmo sincopado, y tiene reminiscencias jazzísticas,[4] al igual que varias de las composiciones del autor.